# Municipio de Durand (Minnesota)
El municipio de Durand (en inglés: Durand Township) es un municipio ubicado en el condado de Beltrami en el estado estadounidense de Minnesota. En el año 2010 tenía una población de 209 habitantes y una densidad poblacional de 4,39 personas por km².

## Geografía
El municipio de Durand se encuentra ubicado en las coordenadas 47°42′4″N 94°50′53″O / 47.70111, -94.84806. Según la Oficina del Censo de los Estados Unidos, el municipio tiene una superficie total de 47.66 km², de la cual 39,11 km² corresponden a tierra firme y (17,95 %) 8,55 km² es agua.

## Demografía
Según el censo de 2010, había 209 personas residiendo en el municipio de Durand. La densidad de población era de 4,39 hab./km². De los 209 habitantes, el municipio de Durand estaba compuesto por el 92,82 % blancos, el 1,44 % eran afroamericanos, el 3,35 % eran amerindios y el 2,39 % eran de una mezcla de razas. Del total de la población el 0 % eran hispanos o latinos de cualquier raza.